# Emili Boix i Fuster
Emili Boix i Fuster (Barcelona, 1956) és un sociolingüista català. Ha estat director de la revista Treballs de Sociolingüística Catalana (2003-2023), ha estat president de l'Associació de Sociolingüistes de Llengua Catalana (actual SOCS) (1999-2006) i va ser catedràtic i professor de sociolingüística a la Universitat de Barcelona fins a la seua jubilació (2024) i membre fundador del Centre Universitari de Sociolingüística i Comunicació.

## Publicacions

### Llibres
- Triar no és trair: identitat i llengua en els joves de Barcelona. Barcelona : Edicions 62, 1993.
- Tria i alternança de llengües entre joves de Barcelona: normes d'ús i actituds. Universitat Autònoma de Barcelona, 1991.
- Sociolingüística de la llengua catalana, juntament amb F. X. Vila. Ariel,  1998.

### Col·laboracions en obres col·lectives
- A situación do catalán hoxe: cabeza de rato ou rabo de león. Estudios de sociolingüística románica : linguas e variedades minorizadas / coord. per Francisco Fernández Rei, 1999, pags. 213-234
- Lleialtat lingüística i joves barcelonins: un cargol de rosca esmussada? Estudis de lingüística i filologia oferts a Antoni M. Badia i Margarit, Vol. 3, 1996, pags. 5-18

### Articles de revista
- Poder i llengües a Catalunya. Revista catalana de sociología, ISSN 1136-8527, Nº. 20, 2004, pags. 25-42
- Las lenguas en los órganos centrales del Estado español (un balance de los 25 años de la Constitución española). Revista de llengua i dret, ISSN 0212-5056, Nº. 41, 2004, pags. 195-218
- Soziolinguistika: eremuaren ikuspegi orokorra. Bat: Soziolinguistika aldizkaria, ISSN 1130-8435, Nº. 37, 2000 (Exemplar dedicat a: Euskal Soziolinguistika Institutua Sortzen: Sinposiuma, azaroak 24, Gasteiz), pags. 11-29

## Recursos externs
- Recull bibliogràfic del Centre de Documentació de Política Lingüística.